# Post-Telekom-Sportverein 1925 Aachen (pallavolo femminile)
Il Post-Telekom-Sportverein 1925 Aachen è una società pallavolistica femminile tedesca, con sede ad Aquisgrana: milita nel campionato tedesco di 1. Bundesliga.

## Storia
Il Post-Telekom-Sportverein 1925 Aachen viene fondato nel 2013 e iscritto direttamente alla 1. Bundesliga, grazie all'acquisto del titolo sportivo dell'Aachener Turn- und Sportverein Alemannia 1900, debuttandovi nella stagione 2013-14, in cui raggiunge la semifinale dei play-off scudetto. Nella stagione successiva arriva fino in finale nella Coppa di Germania, battuto al tie-break dal MTV Stoccarda.
Durante la stagione 2015-16 la società è stata interessata da problemi finanziari: tuttavia il 1º giugno 2016 è stato annunciato che la squadra avrebbe partecipato regolarmente al campionato successivo.

## Rosa 2021-2022
| N° | Nome                | Ruolo | Data di nascita   | Nazionalità sportiva |
| -- | ------------------- | ----- | ----------------- | -------------------- |
| 2  | Lindsay Dowd        | P     | 14 maggio 1991    | Stati Uniti          |
| 4  | Lena Vedder         | S     | 12 agosto 1995    | Germania             |
| 5  | Eva Hodanová        | S     | 18 dicembre 1993  | Rep. Ceca            |
| 6  | Barbora Koseková    | P     | 22 novembre 1994  | Slovacchia           |
| 8  | Jana Franziska Poll | S     | 7 maggio 1988     | Germania             |
| 9  | Tess Clark          | C     | 17 giugno 1996    | Stati Uniti          |
| 10 | Lydia Stemmler      | O     | 20 luglio 2001    | Germania             |
| 11 | Maja Löcker         | L     | 16 settembre 2003 | Germania             |
| 13 | Annie Cesar         | L     | 26 aprile 1997    | Germania             |
| 14 | Lara Vukasović      | O     | 10 novembre 1994  | Croazia              |
| 15 | Sophie Fallah       | C     | 23 novembre 2004  | Germania             |
| 17 | Hanna Kalinoŭskaja  | C     | 17 maggio 1985    | Bielorussia          |
| 18 | Leonie Schwertmann  | C     | 12 gennaio 1994   | Germania             |